# Marc-Olivier Dupin
Marc-Olivier Dupin (geboren am 30. August 1954 in Paris) ist ein französischer Musiker, Komponist und Hochschullehrer, der eine Reihe von Führungsfunktionen im französischen Musikleben bekleidete.

## Leben und Werk
Dupin studierte ursprünglich Geige. 1972 wurde er ins Pariser Konservatorium aufgenommen, wo er mehrere Auszeichnungen erhielt. Von 1977 bis 1983 war er Professor am Conservatoire du 6e Arrondissement in Paris. Von 1983 bis 1984 arbeitete er für das Orchestre des Pays de Loire. In der Folge leitete er eine Reihe von Musikschulen: ab 1985 die École Normale de Musique (ENM) von Villeurbanne, ab 1987 die ENM von Créteil, ab 1990 das Conservatoire National de Région La Courneuve/Aubervilliers und schließlich von 1993 bis 2000 das Pariser Konservatorium (CNSMDP). Zeitgleich mit seiner Pariser Funktion war er auch Generalsekretär der Europäischen Konservatorien-Vereinigung (AEC).
Danach fungierte er fünf Jahre lang als Berater des Kulturministers Jack Lang. Von 2002 bis 2008 war er Generaldirektor des Orchestre national d'Île-de-France. 2004 gründete er den Musikverlag Tsipka Dripka. 2008 wurde er zum Direktor von France Musique ernannt, 2009 zum Musikdirektor von Radio France. Er demissionierte im Februar 2011 und gab dafür sowohl persönliche, als auch institutionelle Gründe an. Er wolle mehr Zeit für seine drei kleinen Kinder und seine kompositorische Arbeit zur Verfügung haben.
Seit Januar 2013 ist er Präsident des Institut technologique européen des métiers de la musique (ITEMM).
Marc-Olivier Dupin hat in verschiedenen Genres komponiert, darunter Arrangements und Orchestrierungen klassischer Stücke, Kompositionen für den Unterricht sowie zahlreiche Werke für Bühne und Film. In seinem Werkverzeichnis finden sich eine Reihe von Opern und ein Ballett (Les enfants du Paradis, 2008). Er schuf die Bühnenmusik für mehrere Inszenierungen von Brigitte Jaques (Suréna, 1995; Le Cid, 2005; Tartuffe, 2009) und schrieb Partituren für einige Stummfilme (Salome, 2001; Nana, 2002; Monte Cristo, 2006) sowie für Dokumentarfilme (De Gaulle vu d’ailleurs, 1991; Dali, 1998; Le mur de l’Atlantique, 2010). Er publiziert im eigenen Verlag, Tsipka Dripka, und auch bei Alphonse Leduc.

## Werke (Auswahl)
- 1981: Le joueur de flûte de Hamelin (Oper für Kinder)
- 1989: Un opéra pour Térézin nach einem Text von Liliane Atlan (Ü: Eine Oper für Theresienstadt)
- 1994: Le jeu du Narcisse (Oper, Libretto von Gérard Wajcman)
- 1997: La Pension du Diable (Oper für Kinder, Libretto von Ivan Grinberg)
- 2000: Michaël Kohlhaas (Oper, Libretto von Ivan Grinberg)
- 2008: Les Enfants du Paradis (Ballett, nach einem Szenario von Jacques Prévert und dem Film von Marcel Carné)
- 2010: La première fois que je suis née, Text von Vincent Cuvellier, Illustrationen von Charles Dutertre
- 2016: Le mystère de l’écureuil bleu (Oper, Libretto von Ivan Grinberg)

## Auszeichnungen
- 1994: SACD Prix Jeune talent
- 1995: Chevalier des Ordre national du Mérite
- 1997: Prix de la critique de théâtre für seine Bühnenmusik
- 2008: Légion d’honneur
- 2012: Coup de coeur de l’académie Charles Cros für La première fois que je suis née

## Bücher
- Écoutez, c’est très simple. Pour une éducation musicale. Tsipka Dripka, Paris 2007.
- Petits secrets de musiciens. Pour réussir examens et concours. Tsipka Dripka, Paris 2009.
- Entretien avec Marc-Olivier Dupin. In: Remy Campos: Le Conservatoire de Paris et son histoire, une institution en questions. L'Œil d'or, Paris 2016, ISBN 978-2-913661-79-0.